# Eumonocentrus villiersi
Eumonocentrus villiersi är en insektsart som beskrevs av Boulard och Couturier 1984. Eumonocentrus villiersi ingår i släktet Eumonocentrus och familjen hornstritar. Inga underarter finns listade i Catalogue of Life.